# Підземне сховище Сіліврі
Підземне сховище Сіліврі – об’єкт нафтогазової інфраструктури Туреччина. Перше за часом створення підземне сховище газу (ПСГ) в країні.
Розпочавши імпорт природного газу у другій половині 1980-х, Туреччина почала стрімко нарощувати використання цього виду палива. Враховуючи наявність зимового піку споживання було бажаним сезонно накопичувати ресурс у сховищах, перше з яких ввели в експлуатацію у  2007 році в європейській частині країни.

## Черга I – II
Для створення сховища Сіліврі використали два виснажені газові родовища. Від спільного майданчику з потужностями по підготовці та компремуванню газу проклали два трубопроводи – довжиною 3,2 км та діаметром 500 мм до офшорного родовища Кузей-Мармара (точніше, до берегового майданчику, з якого до родовища бурили горизонтальні свердловини) та довжиною 13,2 км і діаметром 400 мм до розташованого на суходолі Değirmenköy. 
Закачування та відбір ресурсу до/із Кузей-Мармара був можливий через 11 свердловин (з яких 5 виведені на платформу для фонтанних арматур, а 6 пробурені із берегового майданчику під час підготовки до перетворення цього родовища на ПСГ), тоді як робота з Değirmenköy відбувається через 9 свердловин. Резервуари колишніх родовищ знаходяться на глибині 1100 – 1200 метрів та дозволяють зберігати 2,84 млрд м3 блакитного палива, максимальний добовий відбір становить 25 млн м3 при максимальному рівні закачування у 16 млн м3 на добу, при цьому превалюючий внесок у досягнення цих показників вносить Кузей-Мармара.  
Для компремування газу встановили чотири агрегати, з яких два потужністю по 10 МВт могли працювати з Кузей-Мармара, один потужністю 5 МВт призначався для роботи з Değirmenköy, а четвертий компресор потужністю 10 МВт мав здатність обслуговувати обидва резервуари. 
Сполучення з газотранспортною системою країни організували за допомогою перемички довжиною 4,5 км та діаметром 600 мм до трубопроводу Малкочлар – Стамбул.

## Черга III
У 2017 році вирішили реалізувати проект розширення сховища (черга ІІІ), який має довести його загальний об’єм до 4,6 млрд м3 та збільшити максимальний добовий рівень відбору до 75 млн м3. Для цього запланували облаштувати новий комплекс на Кузей-Мармара, який включатиме дві платформи, кожна з яких обслуговуватиме по 9 свердловин. Сполучення платформ із суходолом забезпечуватимуть трубопроводи діаметром 700 мм. П’ять пробурених з існуючої платформи свердловин мають заглушити, а саму платформу та пов’язані з нею трубопроводи демонтувати. 
Підготовчі роботи включали спорудження двох оціночних свердловин (KM-31 та KM-32), які в першій половині 2019-го пробурила самопідйомна установка GSP Saturn. Первісно планувалось, що вона ж проведе роботи із глушіння старих свердловин та буріння 9 нових, тоді як ще 9 свердловин спорудить інша самопідйомна установка тієї ж румунської компанії GSP – GSP Jupiter (при цьому монтаж платформ та спорудження офшорних трубопроводів мали провести плавучий кран великої вантажопідйомності GSP Neptun та трубоукладальна баржа GSP Bigfoot 1). Втім, у підсумку в середині 2020-го GSP Saturn повернулась до Чорного моря, а подальші роботи по глушінню та бурінню свердловин має виконати турецька компанія ME-ADS, яка придбала самопідйомну установку Anadolu 01. Проект розраховують завершити у 2022 році.